# Dampierre (Calvados)
Dampierre is een plaats en voormalige gemeente in het Franse departement Calvados in de regio Normandië en telt 116 inwoners (2009). De plaats maakt deel uit van het arrondissement Vire.

## Geschiedenis
Op 1 januari 2017 fuseerde de gemeente met La Lande-sur-Drôme, Saint-Jean-des-Essartiers en Sept-Vents tot de commune nouvelle Val de Drôme.

## Geografie
De oppervlakte van Dampierre bedraagt 5,2 km², de bevolkingsdichtheid is dus 22,3 inwoners per km².
De onderstaande kaart toont de ligging van Dampierre (Calvados) met de belangrijkste infrastructuur en aangrenzende gemeenten.

## Demografie
Onderstaande figuur toont het verloop van het inwonertal (bron: INSEE-tellingen).
Vanwege een beveiligingsprobleem met de MediaWiki Graph-software is het momenteel niet mogelijk deze grafiek weer te geven. Zodra de software is bijgewerkt zal de grafiek vanzelf weer zichtbaar worden.
Dampierre · La Lande-sur-Drôme · Saint-Jean-des-Essartiers · Sept-Vents